# Battaglia di Czasniki
La battaglia di Czasniki (o di Chashniki) fu uno scontro tra le forze napoleoniche del maresciallo Victor e le forze russe del generale Wittgenstein, avvenuto il 31 ottobre 1812, nell'ambito dell'invasione della Russia. Le forze francesi tentarono di ripristinare il loro controllo sul fianco settentrionale, dopo la precedente sconfitta nella seconda battaglia di Polack, fallendo nel tentativo.

## Antefatti
La sconfitta di Saint-Cyr e Oudinot a Polack aveva costretto i francesi a retrocedere, abbandonando la posizioni a difesa della del fianco settentrionale dell'esercito di Napoleone a Polack. Venuto a sapere della sconfitta, il maresciallo Victor, che era rimasto in riserva a Smolensk, avanzò con 22 000 uomini per tentare di ripristinare la linea difensiva sul Dvina Occidentale. Le forze combinate del II e del IX corpo ammontavano a circa 36 000 uomini.
Wittgenstein, dopo aver lasciato 9 000 soldati come guarnigione per i territori appena catturati, marciò a sud verso Czasniki con 30 000 soldati per occuparsi di Victor.

## La battaglia
La battaglia di Czasniki vide principalmente lo scontro tra l'avanguardia di Wittgenstein, 11 000 soldati guidati dal generale Yashvil, e il II Corpo della Grande Armée.
I russi diedero avvio alla battaglia attaccando il II corpo, posto in posizione più avanzata rispetto alle truppe di Victor. I russi ebbero la meglio e riuscirono a respingere i francesi sino alla retroguardia di Victor. Una volta che le due componenti dell'esercito francese tornarono a contatto, Wittgenstein ordinò a Yashvil di fermarsi, iniziando in seguito un pesante bombardamento contro i francesi.  Victor, apparentemente innervosito dal successo dell'avanzata di Yashvil, decise di non proseguire nella battaglia e si ritirò a Sjanno, 40 km a est.  I russi non lo inseguirono.
I caduti francesi in questa battaglia furono 1 200 soldati, quelli russi circa 400.

## Conseguenze
Sebbene la vittoria russa a Czasniki non fosse decisiva, apriva numerosi scenari favorevoli ai russi.
In primo luogo, il fallito tentativo di ripristinare la linea difensiva della Dvina Occidentale metteva in serio pericolo il corpo principale della spedizione di Napoleone: la posizione occupata dalle forze di Victor adesso era a soli 50km dalla linea di ritirata prevista per il ritorno della Grande Armée, il che permetteva a Wittgenstein, in caso di ulteriori successi, di essere sufficientemente vicino a Napoleone da poterlo colpire, eventualmente ricongiungendosi con gli eserciti di Cicagov e Kutuzov.
In secondo luogo, i russi adesso erano abbastanza vicini al deposito di Vitebsk per poterlo attaccare e sottrarre alle forze francesi. Questo avrebbe rappresentato un immenso problema logistico per l'armata in ritirata, che necessitava urgentemente di abbondanti rifornimenti sia di materiale bellico sia di provviste. Il 7 novembre, il generale Harpe conquistò la città dopo un breve combattimento.
L'originale piano di Napoleone era di svernare le truppe a Vitebsk, dove avrebbe ricongiunto le forze con Victor ed avrebbe ripreso la campagna l'anno seguente. La caduta della città aveva distrutto ogni prospettiva in tale direzione.
Nel disperato tentativo di ristabilire il fianco settentrionale, Napoleone ordinò un nuovo attacco, con l'obiettivo di riprendere Polack.